# Freital
Freital − miasto we wschodnich Niemczech, w kraju związkowym Saksonia, w powiecie Sächsische Schweiz-Osterzgebirge. Liczy ok. 39,2 tys. mieszkańców. Do 31 lipca 2008 miasto należało do powiatu Weißeritz, do 29 lutego 2012 należało do okręgu administracyjnego Drezno.
W latach 1697–1706 i 1709–1763 miasto wraz z Elektoratem Saksonii było połączone unią z Polską, a w latach 1807–1815 wraz z Królestwem Saksonii było połączone unią z Księstwem Warszawskim.
W mieście rozwinął się przemysł precyzyjno-optyczny, szklarski, chemiczny, skórzany oraz hutniczy.

## Współpraca
Miejscowości partnerskie:
- Badenia-Wirtembergia: Baden-Baden
- Nadrenia Północna-Westfalia: Oberhausen